# Helius murreensis
Helius murreensis är en tvåvingeart som beskrevs av Alexander 1960. Helius murreensis ingår i släktet Helius och familjen småharkrankar.
Artens utbredningsområde är Pakistan. Inga underarter finns listade i Catalogue of Life.